# Reserva 2000 hectáreas
La reserva municipal de uso múltiple 2000 hectáreas es un área natural protegida ubicada en cercanías de la localidad de Puerto Iguazú, en el departamento Iguazú, en la provincia de Misiones, en la mesopotamia argentina.

Fue creada sobre una superficie de 2000 ha, aproximadamente en torno a la posición 25°40′S 53°53′O / -25.667, -53.883 mediante la ordenanza municipal n°. 97 del año 2004.

## Características generales
La reserva se encuentra dentro del ejido de la localidad de Puerto Iguazú. Su emplazamiento constituye un nexo entre el parque nacional Iguazú y el parque provincial Puerto Península, en la zona inmediata a la reserva natural militar Puerto Península. Dentro de la reserva se encuentran otras pequeñas áreas protegidas de jurisdicción de la actri dependiente del municipio y las normativas municipales, entre ellas los parques El Eucaliptal, Poilo Miranda y Mbocay siempre respetando el retiro de 100 metros de retiro sobre el arroyo mbocay. Desde el punto de vista fitogeográfico corresponde a la ecorregión selva Paranaense.
Dentro del área protegida se encuentra la cuenca del arroyo Mbocay, que forma algunos pequeños saltos y pozones. Sus aguas suelen cubrir parte de los requerimientos de agua potable de la zona.
En la actualidad, el área presenta sectores profundamente degradados producto de la histórica explotación maderera y la creciente ocupación humana producida en las últimas décadas. Esta situación se debe en parte al fuerte incremento de la población de la vecina ciudad de Puerto Iguazú, que al estar limitada por los ríos Paraná e Iguazú solo puede expandirse hacia el sur. La ocupación de las tierras produjo una serie de situaciones conflictivas cuya resolución aún no se considera definitiva, dado que no se ha resuelto la problemática estructural que les dio origen.

## Flora
La cobertura vegetal presenta sectores de profunda degradación y algunos otros donde se conservan especies propias del bosque nativo, muchas veces alternando con especies exóticas. Entre los ejemplares de mayor porte se encuentran el guatambú blanco (Balfourodendron riedelianum), el laurel negro (Nectandra saligna) y menos frecuentemente el sombra de toro (Jodina rhombifolia), el maba (Maba inconstans) y el urundey-pará (Astronium balansae).

## Fauna
A partir de un estudio efectuado en el año 2011 sobre una muy pequeña porción que sería destinada a la instalación del Instituto Nacional de Medicina Tropical, se informó sobre la fauna detectada en la zona. Se registró la presencia de varias especies de aves, entre ellas se observaron ejemplares de pitanguá (Megarhynchus pitangua), surucuá (Trogon surrucura), tingazú (Piaya cayana), taguató (Buteo magnirostris), zorzal chalchalero (Turdus  amaurochalinus), paloma picazuro (Columba picazuro), mielero (Coereba flaveola), ratona (Troglodytes aedon), picaflor esmeralda (Amazilia versicolor), hornero (Furnarius rufus), tero (Vanellus  chilensis), anó (Crotophaga ani), pirincho (Guira guira), paloma torcaz (Zenaida auriculata), jilguero dorado (Sicalis flaveola) y benteveo (Pitangus sulphuratus).

Los sectores bajos, con tendencia al anegamiento frente a lluvias intensas, albergan ejemplares de pato cutirí (Amazonetta brasiliensis), garza blanca (Egretta alba) y pitotoy chico (Tringa flavipes), entre otras especies de ambiente acuático.